# Спарре, Анна
Анна Эва Элисабет Спарре, урождённая Адельсверд (швед. Anna Eva Elisabet Sparre; 2 февраля 1906, Стокгольм  — 21 декабря 1993, Юрсхольм) — шведская писательница, известная своими историческими романами.

## Биография и творчество
Анна Спарре родилась в 1906 году в Стокгольме. Её родителями были барон Теодор Адельсверд, известный политик-либерал, и его жена Анна Дуглас. Анна была третьей из шестерых детей. В 1927 году она вышла за Класа Спарре, с которым развелась в 1946 году. Со своим вторым мужем, дантистом Арне-Моэ Ларсеном, писательница жила в Дании с 1949 по 1956 год, после чего вернулась в Швецию и поселилась в Юрсхольме.
Литературный дебют Анны Спарре состоялся в 1943 году, когда была издана её книга для девочек «N:o 14 Sparv anmäler sig». В 1940-х годах она написала ещё два романа для юношества. После этого в её творчестве последовала долгая пауза, и лишь через 25 лет Анна Спарре вернулась в литературу. В 1970 году вышел её автобиографический роман «…men sjön är densamma», основанный на воспоминаниях детства. Следующая её книга, «Från andra stranden» (1971), рассказывала о предыдущих поколениях её семьи.
В общей сложности Анна Спарре создала около 30 романов, в том числе на исторические сюжеты. Центральными персонажами в них были известные женщины, такие как Кристина Юлленшерна («Farväl amiral», 1977), Ингегерд Кнутсдоттер («Piskan och korset», 1987), Филиппа Английская («Älskade dronning», 1988) и Гёрвель Фадерсдоттер («Hertigens pärlor», 1989, и «Skuggan av ett torn», 1990). Действие большинства книг происходит в XVI—XVII веках, однако в 1982 году Анна Спарре написала роман «Flykt utan vingar» о жёнах первых авиаторов.
Помимо исторических романов, Анна Спарре является автором детективной истории «I skuggan av ett torn» и ряда автобиографических произведений, включая «Vännen min» — рассказ о её дружбе с принцессой Астрид — и «Alla mina hem», в котором писательница рассказывает обо всех местах и домах, в которых ей довелось жить на протяжении жизни.
Анна Спарре умерла в 1993 году в Юрсхольме. Её последняя книга, «Drottningens förtrogna», была опубликована посмертно.